# Bora Đorđević
Borisav "Bora" Đorđević (in serbo Борисав "Бора" Ђорђевић?, pronuncia: Borislav "Bora" Giorgevich; Čačak, 1º novembre 1952 – Lubiana, 4 settembre 2024) è stato un cantante, musicista e politico serbo.

## Biografia
Noto anche con il soprannome di Bora Čorba, dal 1978 fu il frontman della rock band Riblja čorba (letteralmente "minestrone di pesce").
Precedentemente fece parte di altri gruppi musicali di Čačak e Belgrado negli anni settanta, come Zajedno, Suncokreti e Rani mraz (con Đorđe Balašević). Formò i Riblja Čorba il 15 settembre 1978 e la band divenne famosissima in pochi mesi. A causa dell'alcolismo e delle provocazioni nei testi delle canzoni, Đorđević divenne uno dei musicisti più controversi e discussi dell'allora Jugoslavia. Nel 1987 fu accusato di "insultare i lavoratori della Jugoslavia", tuttavia l'accusa cadde.
Con lo scoppio della crisi dei balcani, Đorđević divenne un attivo sostenitore delle truppe serbe nella Repubblica Serba e in Krajina ma fu anche un accanito oppositore del regime di Slobodan Milošević e manifestò la propria attitudine politica pubblicando a Banja Luka, nel 1996, il brano Njihovi dani (I loro giorni) con il proprio nome invece che con quello della band.
Come membro del Partito Democratico di Serbia, dopo i cambiamenti politici in Serbia, divenne consulente del Ministro della Cultura nel 2004 ma fu obbligato a dimettersi dalla carica l'anno seguente, dopo aver accusato i giornalisti dell'emittente televisiva B92 di essere "merde traditrici".
Morì a Lubiana il 4 settembre 2024 all'età di 71 anni a causa di una polmonite.